# میراگر مغناطیسی
میراگرهای مغناطیسی از نظر ساختاری مانند میراگرهای چسبناک سیال هستند و از مایعات مغناطیسی به جای روغن هیدرولیک استفاده می‌کنند. مایعات مغناطیسی معمولاً از ذرات قطبش مغناطیسی به اندازه میکرون و در یک محیط حامل مانند روغن معدنی یا سیلیکون پراکنده می‌شوند. شکل ذرات سیال را می‌توان با استفاده از میدان مغناطیسی اعمال شده تغییر داد، و به دلیل تراز شدن ذرات آهن با میدان مغناطیسی، در چند میلی ثانیه رفتار سیال را به حالت پلاستیکی یا نیمه جامد تبدیل می‌کند. 

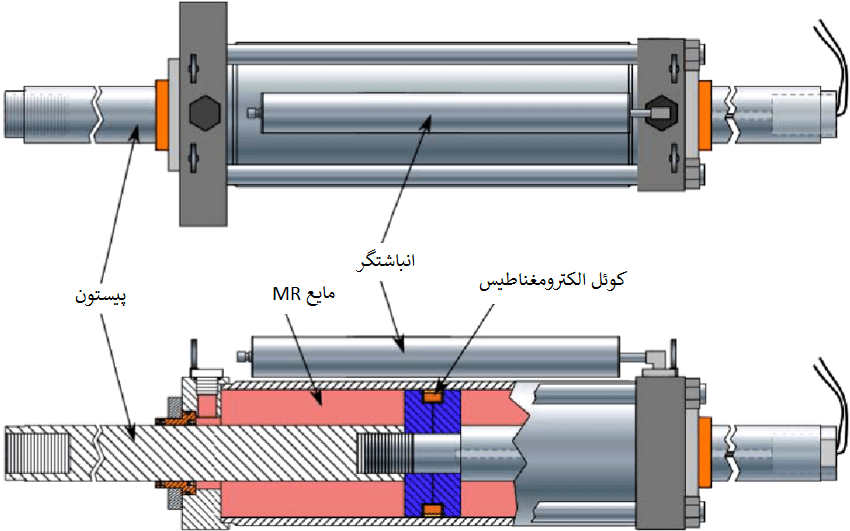
میراگر مغناطیسی

دستگاه‌های مغناطیسی می‌توانند سختی مایعات خود را تا ۱۰۰ هرتز تغییر دهند و می‌توانند در دامنه وسیعی از دمای محیط کار بکنند. مایعات مغناطیسی در چند میلی ثانیه به محرک خارجی واکنش نشان می‌دهند و می‌توانند به راحتی توسط باتری‌های آماده به کار با ولتاژ در محدوده ۱۲ تا ۲۴ ولت کنترل شوند (اسپنسر و همکاران، 1997).

## تاریخچه
این فناوری در ابتدا توسط بخش خودروسازی جنرال موتورز دلفی مستقر در ایالات متحده آمریکا ساخته شد و پس از خرید صنایع پکن از جنرال موتورز توسط صنایع Beijing West در چین بیشتر توسعه یافته. صنایع BeijingWest متعاقباً پیشرفتهایی از جمله ECU طراحی مجدد و معرفی سیستم دو سیم پیچ را ارائه داده‌است. اولین اتومبیلی که از این فناوری استفاده کرد 2002.5 Cadillac Seville STS بود و اولین خودروی اسپرت که از این فناوری استفاده کرد C5 Corvette 2003 بود.

## مدل‌سازی میراگر هیدرولیکی مغناطیسی
میراگر هیدرولیکی مغناطیسی بعنوان یکی از پرکاربردترین تجهیزات در صنایع مختلف برای اولین بار با رویکرد بررسی خصوصیات مولکولی سیال مغناطیسی عامل در آن با استفاده از روش مدل‌سازی مولکولی دینامیک ذره استهلاکی مورد مطالعه و بهینه‌سازی قرار گرفته‌است. با استفاده از مدل اصلاح شده بوک ون شرایط پسماند مغناطیس و نیروی میراگری برای فراهم شدن توان میراگری ۱۰ نیوتن مورد نیاز در میکرو ماشین‌ها محاسبه شده و پس از معتبرسازی با نتایج تجربی موجود در مقالات اثر خصوصیات مولکولی سیال مغناطیسی عامل بر آن بررسی شده‌است. نتایج حاصل از مدل‌سازی مولکولی به روش دینامیک ذره استهلاکی نشان می‌دهد با افزایش جرم و قطر ذرات مغناطیسی نیروی میراگری افزایش می‌یابد، در حالی که با افزایش چگالی این ذرات و افزایش جرم ذرات سیال حامل، نیروی میراگری ابتدا افزایش و سپس کاهش پیدا می‌کند، بنابراین لازم است تا مقادیر بهینه تعیین شوند. همچنین مشاهده می‌شود که با کاهش ضخامت لایه فعال در سطح ذرات مغناطیسی نیروی میراگری افزایش می‌یابد.

## سیستم‌های کنترل میراگر مغناطیسی
سیستم‌های تعلیق تطبیقی برای عملکرد بهینه سیستم تعلیق به تشخیص سریع اختلال و کنترل دقیق دمپر متکی هستند. سیستم‌های کنترل ما از شبکه ای از حسگرها استفاده می‌کنند که به‌طور مداوم وضعیت رانندگی در یک خودرو را کنترل می‌کنند و از طریق گذرگاه CAN داده‌ها را به واحد کنترل ارسال می‌کنند. واحد کنترل با استفاده از الگوریتم‌های کنترل انحصاری پیچیده، این سیگنال‌ها را تفسیر می‌کند و جریان الکتریکی را به دمپر تنظیم می‌کند. این فرایند در حین کار با وسیله نقلیه به‌طور مداوم هزاران بار در ثانیه رخ می‌دهد تا از ویژگی‌های تعلیق ایده‌آل برای شرایط خاص رانندگی اطمینان حاصل کند. Lord دهه‌ها صرف توسعه الگوریتم‌های کنترل انحصاری کرده‌است که توانایی‌های منحصر به فرد فناوری MR Fluid را بهینه می‌کند.
ویژگی‌های معمولی عملکرد فناوری‌های مختلف سیستم تعلیق با استفاده از یک منحنی سرعت و سرعت در شکل ۷ نشان داده شده‌است. سرعتی که فناوری مغناطیسی نیروهای دمپر را تغییر می‌دهد، استفاده بیشتر از ضربه دمپر را برای کنترل حرکت، بهبود حرکت و کنترل اپراتور امکان‌پذیر می‌کند.

## برنامه‌های تجاری
بسیاری از برنامه‌ها با استفاده از میراگرهای مغناطیسی (MR) پیشنهاد شده‌اند. در حالی که کاربردهای وسایل نقلیه رایج‌ترین استفاده از میراگرهای MR است، اما کاربردهای مفید پزشکی نیز افزایش یافته‌است، از جمله کاشت و روش‌های توان بخشی. از آنجا که میراگرهای MR هنوز کامل نیستند، از نظر کاربرد محدود هستند. هنگام استفاده از میراگر MR در مقیاس بزرگ، معایبی وجود دارد، به عنوان مثال، ممکن است ته‌نشینی ذرات درون مایع حامل رخ دهد که برخی از کاربردهای احتمالی را مهار می‌کند.

## کاربردها
امروزه در صنایع مختلف مانند خودروسازی، ساختمان، سازه و هوافضا افزایش ضریب اطمینان و کاهش ارتعاشات ناشی از نوسانات کوچک و بزرگ از قبیل نوسانات وارده به یک خودرو یا ارتعاشات شدید زمین‌لرزه وارده به یک سازه، توجه بسیاری از متخصصین را به خود جلب نموده‌است. محققان برای رفع این کمبود به استفاده از مواد هوشمندی مانند سیال شکل‌پذیر مغناطیسی روی آورده‌اند. این سیال در حضور میدان مغناطیسی تغییر قابل توجهی در لزجت می‌دهد و می‌تواند به این طریق ثابت میراگر را در عرض چند صدم ثانیه به میزان قابل توجهی تغییر دهد. میراگرهای حاوی این ماده که میراگرهای مغناطیسی کنترل‌پذیر نامیده می‌شوند، به کمک سیستم‌های کنترلی می‌توانند با بالاترین سرعت خود را با تغییرات وفق دهند
خودرو
این نوع سیستم‌ها از OEMها برای چندین وسیله نقلیه از جمله Acura MDX، آئودی TT و R8، Buick Lucerne , Cadillac ATS , CTS-V، DTS , XLR , SRX , STS , Chevrolet Corvette , Camaro ZL1، Ferrari 458 Italia، 599GTB , F12 Berlinetta , Shelby GT350، Holden HSV E-Series و Lamborghini Huracán. [2] این سیستم‌ها توسط شرکت دلفی و هم‌اکنون توسط گروه BWI با نام اختصاصی MagneRide تولید شده‌اند.
MillenWorks همچنین آنها را در چندین وسیله نقلیه نظامی شامل MillenWorks Light Utility Vehicle، و در مقاوم‌سازی ارتش آمریکا Stryker و HMMWV برای آزمایش توسط TARDEC گنجانده‌است.
پژوهشگاه فضایی ایران، طرح اختراعی مکانیزم میراگر جریان گردابی مغناطیسی که توسط محققان و متخصصان پژوهشکده رانشگرهای فضایی پژوهشگاه فضایی ایران طراحی و ساخته شده‌است، گواهی اعتبارسنجی از سازمان پژوهش‌های علمی و صنعتی ایران دریافت کرد.
حسن رضایی حقیقت، رئیس پژوهشکده رانشگرهای فضایی در خصوص اهمیت این مکانیزم خاطرنشان کرد: ماهواره‌ها شامل یک‌سری از مکانیزم‌ها هستند که عملکردهای مورد نیاز مأموریت فضایی را انجام می‌دهند، مکانیزم میراگر دورانی، به‌طور گسترده در ماهواره‌های مختلف به منظور استهلاک و میراکردن ارتعاشات و حرکات ضربه‌ای در سیستم‌های بازکننده از قبیل آرایه‌های خورشیدی، آنتن و… به کار می‌رود.